# Bernardino Ramazzini
Bernardino Ramazzini (født 3. november 1633, død 5. november 1714) var en italiensk læge, som regnes for arbejdsmedicinens fader. I sit epokegørende værk fra 1700, "De Morbis Artificium" (dansk udgave "Om Sygdom og Arbejde", 2007) beskriver han en lang række af samtidens erhverv og de sygdomme, de kan påføre deres udøvere.
I 1982 grundlagdes Collegium Ramazzini, der er et akademi, der uddeler Ramazzini-prisen for medicinsk forskning.